# یواس‌اس او-۱۵ (اس‌اس-۷۶)
یواس‌اس او-۱۵ (اس‌اس-۷۶) (به انگلیسی: USS O-15 (SS-76)) یک زیردریایی بود که طول آن ۱۷۵ فوت (۵۳ متر) بود. این زیردریایی در سال ۱۹۱۸ ساخته شد.